# Mulan (film din 2020)
Mulan este un film american de război, inspirat din fapte istorice, regizat de Niki Caro, scenariul aparținându-i lui Elizabeth Martin, Lauren Hynek, Rick Jaffa și Amanda Silver, produs de Walt Disney Pictures. Este o adaptare live-action a legendei chineze a tinerei Hua Mulan, inspirat de clasicul animat produs de la același studio Mulan. Filmul îi are în distribuție pe Liu Yifei în rolul personajului eponim, Mulan, alături de Donnie Yen, Jason Scott Lee, Yoson An, Gong Li, și Jet Li în rolurile secundare. 
Mulan a fost lansat în cinematografe începând cu 27 martie 2020 în Statele Unite Ale Americii.

## Distribuție
- Irina Antonie-Mulan (voce, versiune română) [3]
- Liu Yifei - Mulan[4]
- Donnie Yen - Commandantul Tung[5]
- Jason Scott Lee - Bori Khan[6]
- Yoson An[6] - Chen Honghui.[7]
- Gong Li - Xian Lang[8]
- Jet Li - Împăratul Chinei of China[9]
- Ron Yuan - Sergentul Qiang[10]
- Tzi Ma - Hua Zhou[11]
- Rosalind Chao - Hua Li, mama lui Mulan
- Xana Tang - Hua Xiu, Sora lui Mulan
- Jimmy Wong - Ling[12]
- Doua Moua - Po[12]
- Chen Tang - Yao,[13]>
- Utkarsh Ambudkar - Skatch
- Chum Ehelepola - Ramtish
- Jun Yu - vocea greierului lui Mulan [14]